# Fredrik Gade
Fredrik Georg Gade, född 21 mars 1855 i Bergen, död 1 mars 1933, var en norsk läkare.
Gade blev student 1872 och candidatus medicinæ 1880. Han tjänstgjorde som kandidat vid Rikshospitalet och som förste underläkare vid Kristiania stads sjukhus, var 1883–85 assistent vid patologisk-anatomiska institutionen, samt 1886–89 förste underläkare vid Rikshospitalet. Då histologin avskildes som eget ämne vid Kristiania universitet (1888), blev han demonstrator, och 1891–1906 var han prosektor i histologi. 
Som histolog var Gade även lärare vid statens veterinärkurs, och han tävlade 1900 om professuren i patologisk anatomi, men fick inte tjänsten. Samma år tog han doktorsgraden med den avhandling, han hade använt i tävlingen (Om patologisk-anatomiske Forandringer i Vævene af neurotrofisk Oprindelse). Förutom histologi ägnade han sig även åt bakteriologi, som han hade studerat hos Carl Friedländer, Robert Koch, Carl Weigert och Victor André Cornil. 
Gade skrev en stor mängd tidskriftartiklar (han var redaktör för "Norsk Magasin for Lægevidenskaben" 1893–97) och en lärobok Mikroskopet og den mikroskopiske Teknik (1899). En del av hans betydande författarverksamhet var av populärhygienisk natur, särskilt bedrev han ett omfattande upplysningsarbete i kampen mot tuberkulosen, och han skänkte 150000 kronor till inrättande av ett patologiskt-anatomiskt laboratorium, som skulle knytas till Bergens kommunala sjukhus, Han var medstiftare av Nordmandsforbundet (1907) och redaktör för dess tidskrift.